# Raihan
Raihan es un grupo musical de Malasia. El nombre de Raihan significa fragancia, y debutaron con el álbum titulado Puji-alabanza, el cual llegaron a una extraudinaria venta, como en Indonesia. Raihan nunca consiguió un doble disco de platino por ciertos períodos. A menudo son invitados a realizar conciertos en todo el mundo, incluyendo en Hong Kong, Canadá, Francia, Rusia y Gran Bretaña. En un concierto en Inglaterra, Raihan recibió un premio por parte de la Reina Isabel II.

## Discografía
- Koleksi Terbaik
- Syukur
- Bacalah
- Ameen
- Tawakkal
- Allahu
- Gema Alam
- Demi Masa
- Senyum
- Puji-pujian